# NGC 685
NGC 685 é uma galáxia espiral barrada (SBc) localizada na direcção da constelação de Eridanus. Possui uma declinação de -52° 45' 43" e uma ascensão recta de 1 horas, 47 minutos e 42,8 segundos.
A galáxia NGC 685 foi descoberta em 3 de Outubro de 1834 por John Herschel.